# Système d'échange de quotas d'émission de l'Union européenne
Pour les articles homonymes, voir ETS.

Prix des quotas de dans l'UE 2009-2022. Source : Sandbag Climate Campaign

Le système d'échange de quotas d'émission de l'Union européenne (SEQE, ou SEQE-UE) (en anglais European Union Emissions Trading System – EU ETS) - appelé aussi système communautaire d’échange de quotas d’émission (SCEQE) - est un mécanisme de droits d'émissions de dioxyde de carbone (CO2) mis en œuvre au sein de l’Union européenne dans le cadre de la ratification par l'UE du protocole de Kyoto. Cette bourse du carbone est un instrument fondé sur le marché (ou encore instrument de Kyoto) visant à réduire les émissions mondiales de CO2 et à atteindre les objectifs fixés pour l’Union européenne au sein du protocole de Kyoto.
Lors de son lancement en 2005, le SEQE constituait le plus grand système d'échange de crédit-carbone dans le monde. Il couvrait en 2009 plus de 10 000 installations des secteurs énergétique et industriel collectivement responsables de près de la moitié des émissions de CO2 de l’UE et de 40 % du total des émissions de gaz à effet de serre.
Il met en place une limitation des gaz à émettre et un marché du carbone, permettant à chaque entreprise d’acheter ou de vendre des quotas d'émission. Les entreprises qui font des efforts sont ainsi récompensées tandis que celles qui ont dépassé leurs plafonds d’émissions et doivent acheter des quotas d’émission auprès d’entreprises environnementalement plus vertueuses sont pénalisées. 

## Éléments de définition
L'appellation officielle du dispositif est : « Système d’échange de quotas d’émission de l’UE » (SEQE-UE) et en anglais : « EU Emissions Trading System » (EU ETS).
Dans le vocabulaire officiel de l’environnement, tel que défini par la commission d'enrichissement de la langue française en 2019, l’expression « Délocalisation d'émissions de gaz à effet de serre » (greenhouse gas leakage en anglais) est définie comme suit : « Transfert d'une activité fortement émettrice de gaz à effet de serre, notamment de dioxyde de carbone, dans un pays où la législation sur l'environnement est moins contraignante. Quand la délocalisation concerne les émissions de dioxyde de carbone, on parle de « délocalisation de carbone » (en anglais : « carbon leakage »). On trouve aussi le terme « fuite de carbone », qui est déconseillé. ».

## Contexte
Les travaux scientifiques, notamment ceux du GIEC, confirment le lien entre les activités humaines, les émissions de CO2, et la probabilité d’augmentation des températures.
Ainsi plusieurs décisions ont été prises pour réduire ces émissions :
- le protocole de Kyoto qui prévoit des réductions sur la période 2008-2012 ;
- les conclusions du Conseil européen de mars 2007 où l’Union européenne s’est engagée à réduire ses émissions de 20 % à l’horizon 2020 (par rapport à 1990). La réduction pourrait être de 30 % si un accord mondial intervient.

Le Paquet climat-énergie de décembre 2008 promeut les énergies renouvelables et le captage et stockage du CO2.
Le système communautaire d'échange de quotas d'émission (SCEQE) a été établi par la directive 2003/87/CE du 13 octobre 2003 afin de, selon l'article premier de celle-ci, « favoriser la réduction des émissions de gaz à effet de serre dans des conditions économiquement efficaces et performantes ».

## Phases de mise en œuvre
La mise en œuvre du SCEQE s’effectue en plusieurs phases ou « périodes d’échanges ».

### Phase 1: 2005-2007
Du 1er janvier 2005 au 31 décembre 2007 se déroule une phase pilote encadrée par la directive 2003/87/CE. Il s’agit d’établir un prix du carbone et les quotas nationaux.
Lors de son lancement en 2005, le SEQE constituait le plus grand système d'échange de crédit-carbone dans le monde.

### Phase 2: 2008-2012
La phase 2 correspond à l’application du Protocole de Kyoto (du 1er janvier 2008 au 31 décembre 2012).
Les quotas sont alloués gratuitement aux installations. Si une entreprise dépasse les quotas, elle peut soit adapter son installation soit acheter, au prix du marché, des quotas supplémentaires à une entreprise n’en ayant pas besoin.

#### L'inclusion de l'aviation civile à partir de 2012
À partir de 2012, le SCEQE s’applique aux émissions de CO2 de l’aviation civile en application de la directive 2 008⁄101 /CE du 19 novembre 2008.
Les compagnies aériennes, quelles que soient leur nationalité, devront obtenir des quotas pour couvrir les émissions produites par leurs avions desservant des aéroports européens. Les quotas seront alloués :
- pour l'année 2012, à hauteur de 97 % des émissions historiques du secteur de l’aviation ;
- pour l'année 2013, à hauteur de 95 % en principe.

Les compagnies aériennes de toutes nationalités qui desserviront les pays de l'Union européenne devront racheter l'équivalent de 15 % de leurs émissions de CO2, les autres étant distribués gratuitement. Les recettes devraient être utilisées dans le cadre de la lutte contre le changement climatique.
L'inclusion de l'aviation dans le SCEQE est contestée par vingt-six États extérieurs à l'Union européenne devant le Conseil de l'Organisation de l'aviation civile internationale (OACI). La Cour de justice de l'Union européenne a été par ailleurs saisie d'une contestation de la conformité par rapport au droit international de l'application du SCEQE aux compagnies aériennes de pays tiers. Enfin, la Chambre des représentants du Congrès des États-Unis a adopté le 24 octobre 2011 un projet de loi interdisant aux compagnies aériennes du pays de participer au SCEQE.
En novembre 2012, comme preuve de son soutien à une solution internationale, la Commission européenne propose de reporter l'application du régime aux vols en provenance et à destination de l'Europe jusqu'à l'Assemblée générale de l'OACI à l'automne 2013. Après des discussions encourageantes au sein du Conseil de l'OACI sur un marché mondial de réglementation des émissions de gaz à effet de serre émis par l'aviation, la Commission estime qu'une solution globale est à portée de main.
La directive continuera néanmoins à s'appliquer à tous les vols à l'intérieur et entre les 30 pays européens appliquant le SCEQE.

### Phase 3: 2013-2020
La phase 3 est un renforcement du système dans l’optique d’obtenir une réduction de 20 % des émissions de gaz à effet de serre en 2020 (par rapport à 1990). Ainsi à partir de 2013 :
- l’application du système sera élargie,
- les plafonds d’émission nationaux seront remplacés par un plafond unique européen,
- le quota est réduit linéairement chaque année,
- les quotas deviendront progressivement payants (la mise en œuvre se fera secteur par secteur, le secteur électrique étant le premier à passer à une allocation 100 % aux enchères avec certaines exceptions),
- etc.[7]

Le 16 avril 2013, le Parlement européen refuse néanmoins par un vote de retirer 900 millions de droit d'émission du marché du carbone. L’objectif de cette proposition était de faire remonter le cours de la tonne de CO2, descendue en dessous de 4 € sous l'effet de la crise de 2007-2008.
Le Parlement européen se prononce le 24 février 2015 pour la création d'une « réserve de stabilité de marché » pour fin décembre 2018, soit trois ans plus tôt que ce qui était proposé par la Commission. Ce nouveau mécanisme permettrait de réguler le marché en retirant des quotas d’émission de CO2 en période de récession et, à l’inverse, en en redistribuant en période de croissance. La France, la Grande-Bretagne et l’Allemagne souhaitent que la réserve soit mise en œuvre dès 2017, mais plusieurs pays est-européens, menés par la Pologne, sont réticents et préconisent d'attendre 2021.
La Commission européenne propose en juillet 2015, dans un « paquet d'été » sur l'énergie, une réforme du marché du carbone pour l'après-2020 qui durcit sensiblement les conditions d'octroi des quotas d'émission, en vue de transcrire dans des actes juridiques l'objectif que s'est fixé l'Union européenne de réduire ses émissions d'au moins 40 % d'ici à 2030. Elle propose notamment de réduire de 21 % la quantité globale de quotas de CO2 (droits à émission) alloués entre 2021 et 2030, par rapport à la période 2013-2020, soit -2,2 % par an. Une partie croissante de ces quotas (57 %) sera dès aujourd'hui soumise à un système d'enchères et seulement 47 % seront attribués gratuitement. Les allocations gratuites seront réservées aux secteurs qui présentent le plus grand risque de délocalisation de leurs activités de production en dehors de l'Union européenne. Le nombre d'industries éligibles à 100 % de quotas gratuits sera réduit de 180 à 50. L'acier, l'aluminium et la chimie en feront partie. Un Fonds pour l'innovation sera alimenté par le produit des enchères de 400 millions de quotas (estimé à environ 10 milliards d'euros) et destiné à soutenir l'investissement dans les énergies vertes ou encore la séquestration du carbone. Cette réforme, ajoutée à la « réserve de stabilité » adoptée quelques jours auparavant par le Parlement européen, pour mise en œuvre à compter de 2019, devraient faire remonter le prix du carbone : Thomson Reuters prévoit 17 euros en 2020 et 30 € en 2030, alors que la tonne de CO2 a évolué en 2017 entre 5 et 10 euros, niveau jugé insuffisant pour orienter les investissements vers des industries moins émissives.Au premier semestre 2018, le cours fluctue entre 11 et 16 euros.
En août 2018, le cours du carbone remonte à 18 €/t alors qu'il était à 4,38 €/t en mai 2017. Selon le think-tank Carbon Tracker, il pourrait passer à 25 €/t fin 2018 et atteindre entre 35 et 40 €/t en 2023, niveau suffisant pour rendre les centrales électriques à charbon plus coûteuses que celles à gaz. Il pourrait en résulter une réduction d'émissions de CO2 de 60 Mt (millions de tonnes) en 2019 et 90 Mt en 2020-2021.
En juillet 2019, le cours atteint 29 euros, en progression de 70 % en un an ; de ce fait, pour la première fois depuis dix ans, il coûte moins cher, en Europe, de fabriquer de l'électricité à partir de gaz que de charbon.
Une étude de 2020 a révélé que le SCEQE avait réussi à réduire les émissions de CO2 bien que les prix du carbone aient été fixés à des niveaux bas. Une étude de 2023 sur les effets du SEQE a identifié une réduction des émissions de carbone de l'ordre de -10 % entre 2005 et 2012, sans impact sur les bénéfices ou l'emploi des entreprises régulées.
En mai 2023 une enquête du Monde révèle comment des entreprises ont profité des quotas gratuits pour augmenter leur profits.

### Phase 4: 2021-2030
Le 10 novembre 2017, la présidence du Conseil des ministres de l'Union européenne et le Parlement européen parviennent à un accord sur la réforme du marché carbone (EU-ETS ou SCEQE) pour la période 2021-2030. Cet accord politique doit ensuite être formellement approuvé par le Parlement européen et le Conseil. Dans le cadre de l'objectif de réduction des émissions européennes de 40 % entre 1990 et 2030, les émissions des 11 000 centrales électriques et sites industriels gros émetteurs de CO2 couverts par le marché carbone européen devront être réduites de 43 % par rapport à 2005. La réforme vise à atteindre cet objectif et à résorber progressivement les quelque 2 milliards de quotas en surplus afin de mettre un terme à la déprime du marché. Conseil et Parlement se sont accordés sur une réduction annuelle de l'allocation des quotas de 2,2 %, contre 1,74 % par an actuellement. Ceci permettra une réduction supplémentaire des émissions de quelque 556 millions de tonnes au cours de la décennie. L'accord prévoit que la question soit réexaminée en vue d'augmenter ce taux de réduction annuelle à partir de 2024. La Commission espère que cette réforme permettra de porter le prix européen du CO2 d'un peu moins de 8 €/t en 2015 à 25 à 30 € en 2030. L'autre point clé de la réforme est le doublement de la capacité de la réserve de stabilité, qui pourra accueillir jusqu'à 24 % des excédents annuels de crédits.
En mars 2020, dans le contexte de la pandémie de Covid-19, le secrétaire d’État polonais Janusz Kowalski demande la suppression du marché européen du carbone à partir du 1er janvier 2021 « ou, a minima, l’exclusion de la Pologne du système ».
En septembre 2020, la Cour des comptes européenne publie un rapport qui préconise une réforme de l'attribution de quotas gratuits. Ces allocations à titre gratuit ont été instituées pour éviter les « fuites de carbone », c'est-à-dire des délocalisations vers des pays luttant moins contre la réchauffement climatique, ce qui risquerait d'alimenter une hausse des émissions de gaz à effet de serre à l'échelle mondiale. Le choix des secteurs autorisés à recevoir des allocations à titre gratuit est aussi, en principe, lié à l'incapacité de certains secteurs à répercuter les coûts sur leurs clients, et a vocation à n'être que temporaire, le temps d'investir dans des technologies moins polluantes. Or la Cour constate que ces quotas gratuits, malgré un recul notable depuis 2012, « continuent de représenter plus de 40 % du total des quotas disponibles », que beaucoup ne sont plus justifiés et que « dans certains secteurs, les quotas alloués à titre gratuit ont dépassé les émissions ». Le rapport appelle à « mieux cibler l'allocation de quotas à titre gratuit » et « à améliorer la méthode utilisée pour déterminer les référentiels ». Il approuve le projet en préparation par la Commission européenne d'inclure de nouveaux secteurs dans ce système ETS, comme la construction et le transport routier. En juin 2021, un rapport de l'organisation Carbone Market Watch (CMW) détaille les gains obtenus par les bénéficiaires de ces quotas gratuits (secteurs du ciment, de la sidérurgie, de la chimie et de la pétrochimie) qu'il évalue à 50 milliards € sur la période 2008-2019 et qu'il qualifie d'« effet d'aubaine » car les émissions de CO2 de ces secteurs n'ont baissé que de 0,4 % par an.
Après avoir progressé de 37 % en 2020, le prix des quotas carbone a encore augmenté de 15 % depuis le début de l'année 2021, atteignant le 12 février un record de 40 € la tonne. Cette hausse très rapide est alimentée en partie par la spéculation des hedge funds. Le 4 mai 2021, il passe la barre des 50 €, en hausse de près de 50 % depuis le début de l'année.
En décembre 2021, en parallèle avec l'envolée des prix de l'énergie, le prix de la tonne de CO2 sur le marché européen passe la barre des 80 €. En hausse de 140 % depuis le début de l'année, celui-ci est tiré par les prix du gaz qui, en poussant les producteurs d'électricité à se tourner de nouveau vers le charbon, moins cher mais plus polluant, les oblige à acheter davantage de quotas de carbone pour compenser ces émissions de CO2 supplémentaires. Ainsi, depuis le début 2021, le prix que les industriels doivent payer pour compenser leurs émissions de CO2 augmente de près de 50 €. Le prix se situe alors à 20 € euros de plus que ce qu'anticipait la Commission européenne pour 2030.
En février 2022, le prix de la tonne de CO2 sur le marché européen frôle les 100 €. En décembre 2022, il est proche de 80 €. Afin de faire monter ces prix pour inciter les entreprises à investir dans des technologies moins polluantes, l’Union européenne a décidé de retirer du marché les quotas excédentaires : une réserve de stabilité du marché (MSR pour Market Stability Reserve), lancée en janvier 2019, a permis de retirer 354 millions de quotas sur près d’1,7 milliard en 2020. Entre septembre 2021 et août 2022, près de 380 millions de quotas sont placés dans cette réserve. La réforme du marché du carbone en préparation va porter l’objectif de réduction des émissions de gaz à effet de serre des secteurs du SEQE à 62 % d’ici 2030 par rapport aux niveaux de 2005, et un deuxième marché du carbone, spécifique au chauffage des bâtiments et au transport routier, pourrait être créé ; un mécanisme d’ajustement carbone aux frontières sera instauré ; les quotas gratuits devraient être supprimés très progressivement à partir de 2026, jusqu’à totalement disparaître en 2034.
En 2022, en raison de l'envolée des prix du carbone sur le marché européen, l’idée d’un prix plafond est à nouveau avancée, après des années de prix bas ayant suscité le soutien à un prix plancher. Ainsi, pour certains fournisseurs d’énergie électrique polonais, les coûts du carbone représenteraient 60 % du coût de l'électricité en sortie d’usine. Cette idée d’instaurer un « corridor de prix » pour le carbone, avec également un prix plancher, avait notamment été défendue en 2017 par la Commission de Haut Niveau sur les Prix du Carbone, soutenue par le groupe de la Banque mondiale, l’ADEME et le ministère de la Transition écologique et solidaire en France.
En décembre 2022, les législateurs européens ont trouvé un accord sur la réforme du marché européen du carbone, volet central du Pacte vert pour l'Europe qui doit amener l'Union européenne à réduire de 55 % ses émissions carbone d'ici à 2030. Ce texte prévoit de durcir le principe du pollueur-payeur, en particulier en supprimant les droits gratuits à polluer et en les remplaçant par un mécanisme d'ajustement carbone aux frontières ; il prévoit par ailleurs l'extension de cette réforme du marché du carbone au chauffage des bâtiments et au transport routier, ainsi qu'au transport maritime, et durcit les conditions pour l'aérien intra-européen.
En février 2023, le prix de la tonne de CO2 sur le marché européen franchit le seuil psychologique des 100 € pour la première fois de l'histoire. Cette hausse des cours s'explique par l'amélioration du contexte économique : la baisse des prix du gaz, retombés à 50 €, relance la production industrielle, ce qui dope la demande de droits à polluer. De plus, les investisseurs anticipent le durcissement des règles annoncé par Bruxelles fin décembre pour renforcer le principe du pollueur-payeur,.
Une étude de 2024 a démontré que le SEQE avait contribué incidemment à réduire les niveaux atmosphériques de polluants dans l'UE, y compris le dioxyde de soufre, les particules fines et les oxydes d'azote. Cette réduction s'est traduite par des co-bénéfices locaux pour la santé, en plus de l'objectif principal du système qui est de lutter contre le changement climatique.

### Paquet «Fit for 55»
Le paquet « Fit for 55 » présenté le 14 juillet 2021 par la Commission européenne inclut une  proposition de réforme du marché ETS prévoyant d'abaisser ponctuellement le plafond des quotas d'émission dès l'entrée en vigueur du texte puis de 4,2 % par an, contre 2,2 % actuellement. La réserve de stabilité de marché va également être renforcée pour éviter de nouveaux chocs. Dans l'aviation, les vols intra-européens, qui ont intégré le marché en 2012, resteront couverts par le marché du carbone actuel, mais les compagnies verront leurs quotas gratuits progressivement supprimés d'ici à 2027. Les vols internationaux seront, de leur côté, principalement couverts par le dispositif Corsia mis en place par l'ONU. Les autres secteurs comme le ciment, l'acier le fer, l'aluminium, les engrais et l'électricité, verront à partir de 2026 leurs quotas gratuits diminuer progressivement sur dix ans, au fur et à mesure que la taxe carbone aux frontières sera mise en place. La réforme prévoit également une extension du marché actuel au secteur maritime, mise en place progressivement jusqu'en 2026 pour les très gros navires. Leurs émissions seront couvertes à 100 % lorsqu'ils voyagent entre deux pays européens ou qu'ils sont à quai et à 50 % lorsqu'ils arrivent ou partent d'un port européen vers le reste du monde. Enfin, le projet prévoit la création, à partir de 2026, d'un nouveau marché du carbone pour le transport routier et le chauffage des bâtiments, qui s'appliquera aux fournisseurs de carburant pour le transport routier et aux fournisseurs de fioul pour le chauffage des bâtiments. Les entreprises concernées ne bénéficieraient d'aucun quota gratuit. Ce dernier projet suscite l'opposition de la plupart des États membres et des ONG environnementales, qui craignent une répercussion sur les factures de chauffage et d'essence, frappant de plein fouet les ménages les plus modestes. Pascal Canfin pointe « un gain climat très faible » pour un « coût politique très élevé ». Pour atténuer le choc, la Commission a prévu la mise en place d'un fonds climat social en partie financé par les revenus de ce nouveau marché et qui pourrait s'élever, avec la contribution des États membres, à près de 145 milliards d'euros.
Le 13 décembre 2022, les législateurs européens ont trouvé en trilogue un terrain d'entente pour donner naissance à la première taxe carbone aux frontières au monde. Les importateurs devront, à partir de 2026 ou 2027, acheter des certificats d'émission basés sur le prix du carbone qu'ils auraient dû acquitter si les biens avaient été produits dans l'UE. Dès octobre 2023, ils devront déclarer la quantité d'émissions contenue dans les biens reçus. Plus de 14 milliards d'euros annuels de revenus sont attendus. Le Parlement européen a obtenu l'inclusion dans le champ de l'accord de l'hydrogène et de certains produits dérivés comme les écrous ou vis, mais pas celle de la chimie organique, ni des polymères (plastiques).  Une clause de révision prévoit néanmoins de réexaminer ces secteurs. Le texte prévoit aussi l'intégration, un an avant la mise en place du mécanisme, des produits transformés comme la voiture. Les secteurs couverts représenteraient entre 55 et 60 % des émissions industrielles de l'UE. Deux points très polémiques sont reportés à la discussion en cours sur la réforme du système communautaire d'échange de quotas d'émission : le calendrier de suppression des actuels quotas gratuits de carbone dont bénéficient les industriels et le maintien ou non des allocations gratuites pour la production exportée par les entreprises ayant investi dans la réduction de leurs émissions vers des pays en dehors de l'UE n'ayant pas de tarification carbone comparable.
Le 18 décembre 2022, un accord est obtenu en trilogue sur la réforme du marché européen du carbone : les quotas gratuits seront supprimés progressivement à partir de 2026 jusqu'à 2034 (en 2030, 48,5 % d'entre eux devront avoir disparu) et le rythme de réduction du nombre de quotas d'ici à 2030 sera accéléré avec une baisse de 62 % par rapport à 2005, contre 43 % précédemment. L'instauration d'un mécanisme destiné à soutenir les industriels exportant leur production vers des pays tiers n'ayant pas une tarification carbone a été reportée à 2025. L'accord prévoit que les entreprises qui n'investissent pas dans l'efficacité énergétique se verront retirer jusqu'à 20 % de quotas gratuits. Le marché carbone sera étendu aux transports maritime et aérien ainsi qu'à l'incinération des déchets. Un second marché (ETS2) sera créé pour les carburants routiers et le chauffage des bâtiments. Cette réforme défendue par la Commission mais particulièrement controversée, a pu se faire mais sera très encadrée : le Parlement a obtenu qu'elle n'entre en application pour les ménages qu'à partir de 2027 et que le prix du carbone soit plafonné à 45 euros par tonne de CO2 au moins jusqu'en 2030 (en France, la taxe carbone s'élève en 2022 à 44 euros hors TVA). De plus, un fonds social pour le climat doté de 86,7 milliards d'euros est créé en vue d'indemniser les citoyens et entreprises vulnérables et le fonds d'innovation destiné à accélérer la décarbonation de l'industrie sera abondé de 50 milliards d'euros,.
A partir du 1er janvier 2024, tous les navires de commerce ou de transport de passagers de plus de 5 000 tonnes de jauge brute sont soumis au système européen de quotas d'émissions de CO2, afin d'accélérer l'utilisation de carburants moins émetteurs que le fioul, comme le GNL ou le méthanol. En 2024, 40 % des émissions des navires naviguant dans les eaux de l'UE seront converties en quotas, puis 70 % en 2025 et 100 % en 2026. Pour les parcours lointains entre l'UE et le reste du monde, ce taux sera ramené à 50 %.

## Description du système
Dans sa phase 2, le SCEQE est un marché permettant d’échanger des quotas de CO2 émis. Ces quotas sont attribués gratuitement ou aux enchères par chaque État. Les entreprises ont ensuite la possibilité de vendre ou d’acheter des quotas, créant ainsi un marché du carbone. L’objectif des deux premières périodes est de mettre en œuvre le protocole de Kyoto qui vise une réduction globale des émissions. Depuis la troisième période, il n'existe plus de lien explicite avec le protocole de Kyoto.
Les entreprises peuvent réaliser leurs transactions de quotas sur le marché européen ou bien à l’extérieur dans une certaine limite, par exemple avec le mécanisme de développement propre ou l’application conjointe.
La bourse d'échanges des quotas est gérée par le groupe EEX (branche « marchés environnementaux ») qui propose un marché au comptant et des marchés de dérivés (marchés à terme et d'options).

### Exemple
Deux entreprises A et B émettent chacune 100 000 tonnes de CO2 par an. Le gouvernement leur concède 95 000 tonnes d'émission chacune. Pour l’entreprise A, il est plus économique de réduire ses émissions que d’acheter un quota supplémentaire, contrairement à l’entreprise B. A décide donc de réduire ses émissions de 10 000 tonnes et de vendre 5 000 tonnes sur le marché, ce qui compense les coûts de l’adaptation de son installation. Pendant ce temps, B achète 5 000 tonnes sur le marché. En fin de compte, les émissions auront diminué et les deux entreprises ont eu la possibilité de choisir la solution qui leur était la plus avantageuse.

## Périmètre
Lors de la première période (2005-2007), le système concernait les émissions de CO2 produites par les installations industrielles les plus polluantes, recensées à l'annexe I de la directive 2003/87/CE :
- installations de combustion,
- raffineries de pétrole,
- fours à coke,
- usines sidérurgiques,
- usines de fabrication de ciment, verre, chaux, briques, céramique, pâte à papier et papier.
- cogénération.

À partir de 2008, les émissions d’oxyde nitreux issues de la production d’acide nitrique ont également été incluses. De plus, la portée géographique du SCEQE a été étendue au-delà des 27 États membres pour inclure l’Islande, le Liechtenstein et la Norvège.
En 2017, l'adhésion de la Suisse a été autorisée par le Conseil européen.
Dans certains cas, un seuil basé sur la capacité de production ou sur la production effective détermine quelles sont les usines des secteurs concernés devant participer au système. Aujourd’hui, le système s’applique à 11 000 installations européennes, responsables d’environ 50 % des émissions de CO2 et d’environ 40 % des émissions de gaz à effet de serre générées globalement dans l’Union européenne.
Le SCEQE aurait dû s’appliquer également aux émissions de CO2 de l’aviation civile nationale et internationale à partir de 2012. Pour l'instant, il ne couvre que les émissions attribuées aux vols intra-européens.

## Quotas
| Pays               | Objectif Kyoto | Quotas 2005-2007 | Quotas 2008-2012 |
| ------------------ | -------------- | ---------------- | ---------------- |
| Autriche           | - 13 %         | 33,0             | 32,3             |
| Belgique           | - 7,5 %        | 62,1             | 58,0             |
| Bulgarie           | - 8 %          | 42,3             | 42,3             |
| Chypre             |                | 5,7              | 5,2              |
| République tchèque | - 8 %          | 97,6             | 86,7             |
| Danemark           | 21 %           | 33,5             | 24,5             |
| Estonie            | - 8 %          | 19               | 11,8             |
| Finlande           | 0 %            | 45,5             | 37,6             |
| France             | 0 %            | 156,5            | 132,0            |
| Allemagne          | - 21 %         | 499              | 451,5            |
| Grèce              | + 25 %         | 74,4             | 68,3             |
| Hongrie            | - 6 %          | 31,3             | 19,5             |
| Irlande            | + 13 %         | 22,3             | 22,3             |
| Italie             | - 6,5 %        | 223,1            | 201,6            |
| Lettonie           | - 8 %          | 4,6              | 3,4              |
| Lituanie           | - 8 %          | 12,3             | 8,6              |
| Luxembourg         | - 28 %         | 3,4              | 2,5              |
| Malte              |                | 2,9              | 2,1              |
| Pays-Bas           | - 6 %          | 95,3             | 86,3             |
| Pologne            | - 6 %          | 239,1            | 205,7            |
| Portugal           | + 27 %         | 38,9             | 34,8             |
| Roumanie           | - 8 %          | 74,8             | 73,2             |
| Slovaquie          | - 8 %          | 30,5             | 32,5             |
| Slovénie           | - 8 %          | 8,8              | 8,3              |
| Espagne            | + 15 %         | 174,4            | 152,2            |
| Suède              | + 4 %          | 22,9             | 22,4             |
| Royaume-Uni        | - 12 %         | 245,3            | 245,6            |
| Liechtenstein      | - 8 %          |                  | 0,2              |
| Norvège            | + 1 %          |                  | 15,0             |
| Total              |                | 2298,5           | 2086,5           |

1. ↑  L’Islande fait partie du SCEQE mais aucune de ses installations ne participe actuellement.
2. 1 2 3 4 5 6 7 8 9 10 11 12 13 14 15  Dans le cadre du protocole de Kyoto, les 15 pays membres de l’UE avant 2004 se sont engagés à réduire de 8 % leurs émissions agrégées de gaz à effet de serre entre 2008 et 2012, par rapport au niveau de l’année de référence (1990 dans la plupart des cas). Cet objectif collectif a été converti en différents objectifs nationaux, qui ont fait l’objet d’un accord juridiquement contraignant (décision du Conseil 2002/358/CE du 25 avril 2002). Les 12 États membres qui sont entrés dans l’UE en 2004 et 2007 ont tous leurs propres objectifs nationaux contraignants en vertu du protocole de Kyoto, à l’exception de Chypre et de Malte.
3. 1 2  Pour 2007 uniquement
4. ↑  Provisoire

### Plans nationaux d'allocation
Chaque État membre définit la façon dont il alloue les quotas.
En mars 2013, la Pologne, attachée à ses centrales à charbon, décide de contester devant la Cour de justice de l'Union européenne les modalités inhérentes à la troisième phase du marché (2013). Le tribunal de l'UE valide la décision de la Commission européenne concernant l'allocation des quotas à partir de 2013.

### Plan national d'allocation des quotas français
Le plan national d'allocation des quotas français définitif pour la première phase (2005-2007) a été approuvé par décret en conseil d'État (no 2005-190 du 25 février 2005).
1. Enveloppe globale : le montant total de quotas alloué pour la première période a été calculé à partir des potentiels de réduction, des prévisions de croissance des secteurs concernés, et d'un taux de progrès de 2,43 % : il est de 156,51 Mt de CO2/an pour la période 2005-2007 (dont une réserve pour les nouveaux entrants de 5,69 MteCO2). 1 126 installations sont couvertes et 680 exploitants.
2. Allocation aux secteurs : ce montant a ensuite été réparti entre les secteurs concernés à partir des critères suivants : émissions passées (les trois années de plus fortes émissions parmi les émissions 1996-2002), prévisions de l'évolution de l'activité et possibilités techniques de réduction des émissions spécifiques (coefficients de progrès).
3. Allocation aux installations : l'enveloppe de quotas par secteur a ensuite été répartie au prorata des émissions de chaque installation.

1 140 sites majeurs[réf. nécessaire] dans les secteurs du pétrole, de l'électricité, de l'acier ou du ciment sont contraints par ce mécanisme, ce qui représente 50 % des émissions en France. Pour la période 2005-2007 celles-ci pourront émettre 150,8 millions de tonnes de CO2, contre 155 millions avant 2005, soit une baisse de 2,5 %.
Les 50 % restants (transport, agriculture, logement) sont couverts par des politiques spécifiques (incitations fiscales, normes…) afin d'atteindre les objectifs fixés par le protocole de kyoto.
La Caisse des dépôts est chargée de la mise en œuvre de ces quotas, avec d'autres organismes (Mission interministérielle de l'effet de serre, Ministère de l'Économie, des Finances et de l'Industrie, ADEME…).